# Ернст Краффт
Ернст Краффт (нім. Ernst Krafft; 28 лютого 1885, Берлін, Німецька імперія — 27 липня 1954, Владимир, РРФСР) — німецький військово-морський діяч, контрадмірал крігсмаріне.

## Біографія
1 квітня 1903 року вступив в кайзерліхмаріне. Освіту здобув на навчальному кораблі «Мольтке» (1904) і в військово-морській школі (1905). Служив на лінкорі «Імператор Вільгельм Великий», з 1907 року — на торпедних катерах. У 1911 році переведений в Циндао. З 23 листопада 1911 по 1 грудня 1913 року — вахтовий офіцер на важкому крейсері «Шарнхорст». З 1915 року командир торпедного катера. У липні-листопаді 1915 року пройшов підготовку офіцера підводного флоту. З 2 8 січня 1916 по 17 липня 1917 року — командир підводного човна U-72, з 26 липня 1917 по 27 листопада 1918 року — UВ-51. Всього за час бойових дій потопив 39 кораблів загальною водотоннажністю 80 618 брт і пошкодив 5 кораблів (21 632 брт).
26 грудня 1918 року переведений в 1-й Курляндський гвардійський полк. З 29 березня 1920 року — командир 4-го, з 5 листопада 1920 року — 3-го батальйону берегової оборони. 16 травня 1921 року переведений в Морське керівництво. З 1 серпня 1921 року — інспектор військово-морської школи в Мюрвіку, з 29 травня 1924 року — командир 6-го батальйону берегової оборони, з 1 жовтня 1926 року — 6-го морського артилерійського батальйону. 29 вересня 1927 року призначений 1-м офіцером на лінійний корабель «Шлезвіг-Гольштейн». З 27 вересня 1929 року — командир 2-го морського артилерійського батальйону. 29 вересня 1930 року призначений комендантом Піллау. З 1 жовтня 1934 року — начальник бібліотеки військово-морської станції «Остзе» і комендант Рюгена. 19 березня 1940 року призначений командувачем береговою обороною Померанії. З 27 червня 1940 року — командувач береговою обороною на Східній Балтиці і комендант фортеці Готенгафен. 31 серпня 1942 року звільнений у відставку. Був взятий в полон радянськими військами. Помер в таборі для військовополонених.

## Звання
- Морський кадет (1 квітня 1903)
- Фенріх-цур-зее (15 квітня 1904)
- Лейтенант-цур-зее (28 вересня 1906)
- Оберлейтенант-цур-зее (27 березня 1909)
- Капітан-лейтенант (16 квітня 1915)
- Корветтен-капітан (1 січня 1923)
- Фрегаттен-капітан (1 грудня 1928)
- Капітан-цур-зее (1 жовтня 1930)
- Контрадмірал (1 червня 1940)

## Нагороди
- Срібна медаль «Ліакат» (Османська імперія; 9 січня 1904)
- Залізний хрест
  - 2-го класу (28 травня 1915)
  - 1-го класу (25 жовтня 1916)
- Хрест «За військові заслуги» (Австро-Угорщина) 3-го класу з військовою відзнакою ( 25 березня 1917)
- Королівський орден дому Гогенцоллернів, лицарський хрест з мечами (31 грудня 1917)
- Галліполійська зірка (Османська імперія; 11 березня 1918)
- Орден Залізної Корони 3-го класу з військовою відзнакою (Австро-Угорщина; 26 липня 1918)
- Нагрудний знак підводника (1918) (20 серпня 1918)
- Балтійський хрест (11 серпня 1919)
- Хрест «За вислугу років» (Пруссія) (25 років)
- Орден морських заслуг (Іспанія) 2-го класу, білий дивізіон (16 листопада 1928)
- Почесний хрест ветерана війни з мечами (23 жовтня 1934)
- Медаль «За вислугу років у Вермахті» 4-го, 3-го, 2-го і 1-го класу (25 років; 2 жовтня 1936)
- Хрест Воєнних заслуг
  - 2-го класу з мечами (24 вересня 1940)
  - 1-го класу з мечами (30 січня 1942)